# رالی مونت کارلو ۲۰۱۷
رالی مونت کارلو ۲۰۱۷ (به‌طور رسمی با نام ۸۵امین رالی اتومبیلرانی مونت کارلو شناخته می‌شود) یک رویداد اتومبیل رانی برای خودروهای رالی بود که طی چهار روز بین ۱۹ و ۲۲ ژانویه ۲۰۱۷ برگزار شد. این رالی هشتاد و پنجمین دوره رالی مونت کارلو و اولین دور از مسابقات رالی قهرمانی جهان ۲۰۱۷، WRC-2 و WRC-3 بود.

## خلاصه رالی
هیدن پادون پس از تصادف مرگباری که با یک تماشاگر روی صحنه افتتاحیه رخ داد، از رالی کنار رفت. پادون پس از برخورد با تکه ای از یخ سیاه ، کنترل خود را از دست داد، که او را به داخل خاکریز کشاند و ماشین را غلت داد. پس از اینکه پادون در ابتدا کنترل خود را از دست داد، تماشاگر ضربه خورد. رویداد متوقف شد و با اینکه مراقبت‌های پزشکی و ماشین بازیابی شد، اما تماشاگر زنده نماند. اگرچه پادون طبق مقررات رالی ۲ واجد شرایط شرکت مجدد در رالی بود، تیم تصمیم گرفت ماشین او را از این رویداد خارج کنند و از ادامه حضور در رالی خودداری کرد.